# Michael Ellis DeBakey

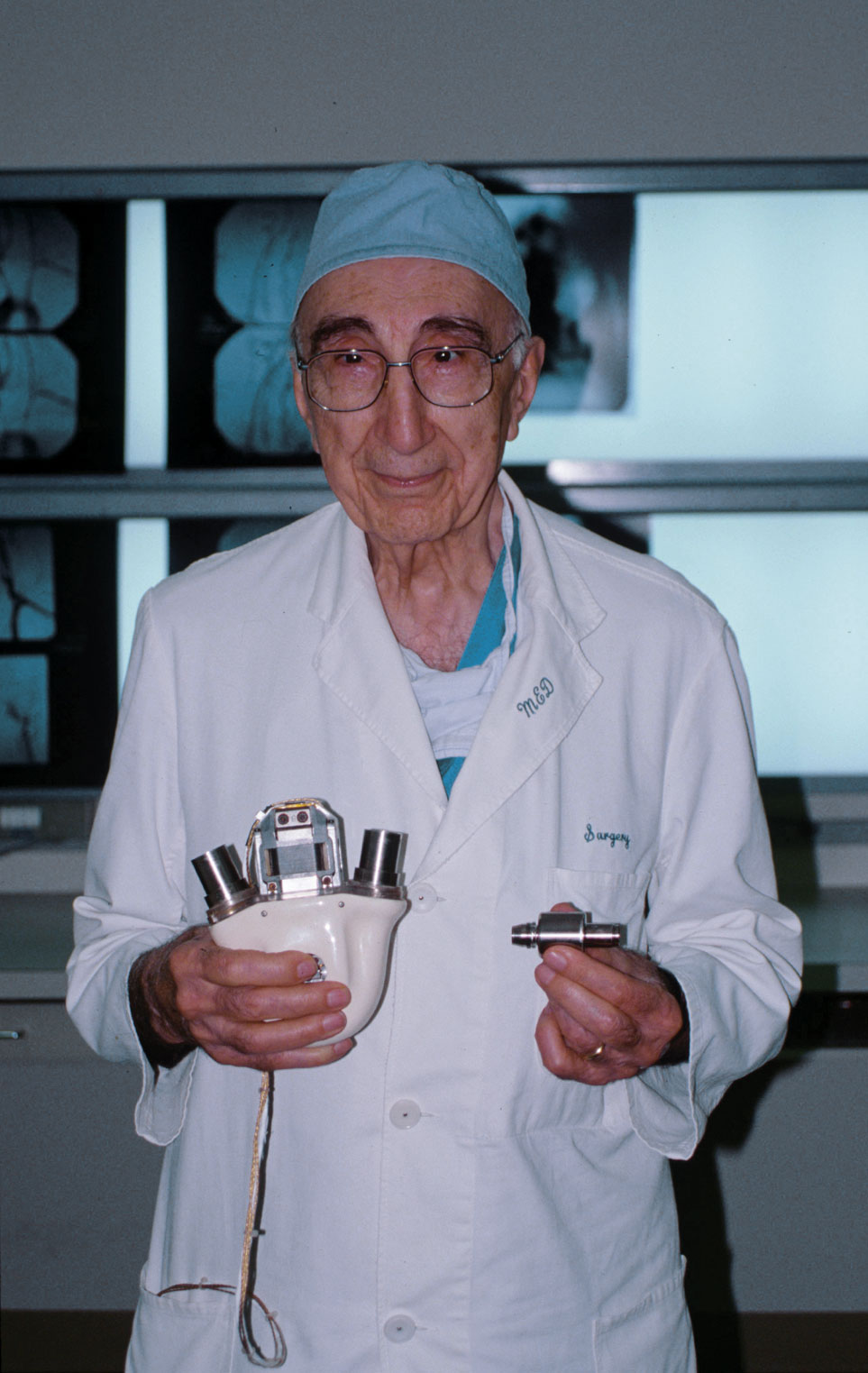
Michael E. DeBakey, 2002

Michael Ellis DeBakey bzw. Michael Ellis De Bakey (* 7. September 1908 in Lake Charles, Louisiana; † 11. Juli 2008 in Houston, Texas) war ein US-amerikanischer Herzchirurg; er perfektionierte u. a. die Herz-Lungen-Maschine und war an der Entwicklung chirurgischer Verfahren für das Kunstherz beteiligt. Die Schreibweise seines Nachnamens ist selbst in den von ihm verfassten Publikationen uneinheitlich, die nach ihm benannten Institutionen verwenden die Schreibweise DeBakey.

## Leben
Michael Ellis DeBakey wurde unter dem Namen Michel Dabaghi als Sohn von Shaker und Raheeja Dabaghi (die später den Familiennamen zu DeBakey anglisierten) geboren. Seine Eltern waren libanesische Maroniten, die in die USA immigriert waren. Seine medizinische Ausbildung absolvierte er an der Tulane University in New Orleans. Am Zweiten Weltkrieg nahm DeBakey als Freiwilliger teil und wurde Direktor der Surgical Consultants' Division der United States Army. In seiner Militärzeit schlug er u. a. die Einrichtung der Mobile Army Surgical Hospital (M.A.S.H.) vor, die später durch den gleichnamigen Roman und Film bekannt wurden.
1969 wurde DeBakey Direktor des Baylor College of Medicine, ebenfalls 1969 erhielt er die Presidential Medal of Freedom, 1987 die National Medal of Science.
DeBakey gehörte 1980 zum Ärzteteam, das kurz vor dessen Tod den jugoslawischen Staatschef Josip Broz Tito aufgrund seiner pAVK („Raucherbein“) behandelte. 
Ebenfalls 1980 wurde er nach Kairo gerufen, um dort bei Mohammad Reza Pahlavi eine Splenektomie durchzuführen, obwohl DeBakey in dieser Prozedur kaum Erfahrung hatte. Behandlungsfehler führten zum Tod des Patienten.
1996 leitete DeBakey das internationale Operationsteam, das die Bypass-Operation des damaligen Präsidenten Russlands, Boris Jelzin durchführte.
Neben einer Klassifikation für Aortendissektionen tragen die von ihm entwickelte Gefäßklemme und Coronarpinzette (für Bypasschirurgie), ein Kunstherzsystem für den Linksherzersatz (im Einsatz an der Medizinischen Universität Wien), die DeBakey High School for Health Professions und das Michael E. DeBakey Veteran’s Affairs Hospital des Texas Medical Center in Houston seinen Namen. 
Beim Kunstherzen kam ihm 1969 Denton Cooley mit der ersten Verpflanzung zuvor, was – da Cooley ohne Rücksprache handelte – zum Bruch der beiden Chirurgen führte, die seit den 1950er Jahren an der Baylor College eng zusammengearbeitet hatten und unter anderem Techniken zur Entfernung von Aneurysmen entwickelten. Im Laufe seiner Karriere führte DeBakey mehr als 60.000 Operationen durch. Im Alter von 97 Jahren erlitt er selbst eine Aortendissektion und wurde von Ärzten am Methodist Hospital in Houston durch die von ihm entwickelte Operationstechnik gerettet.
DeBakeys erste Frau Diana starb 1972, aus dieser Ehe entstammen die Söhne Michael und Dennis, die Söhne Ernest und Barry starben schon vor ihm. Seine zweite Frau war die deutsche Schauspielerin Katrin Fehlhaber, mit der er die Tochter Olga-Katarina hatte.
Seit 1999 war er ausländisches Mitglied der Russischen Akademie der Wissenschaften.
2008 wurde der renommierte Albert Lasker Award for Clinical Medical Research, den er selbst 1963 erhielt, ihm zu Ehren in Lasker~DeBakey Clinical Medical Research Award umbenannt.

## Auszeichnungen (Auswahl)
- 1963: Albert Lasker Award for Clinical Medical Research
- 1969: Presidential Medal of Freedom
- 1987: National Medal of Science
- 1998: Großkreuz des Ordens des heiligen Jakob vom Schwert
- 2000: Karl Landsteiner Memorial Award
- 2003: Lomonossow-Goldmedaille der Russischen Akademie der Wissenschaften
- 2007: Congressional Gold Medal

## Zitate
„Many consider Michael E. DeBakey to be the greatest surgeon ever.“

„He could be sweet as dripping honey when it came to patients and medical students, but could be brutal with surgical residents. I guess he was trying to make us tough.“